# Alex Nibourette
Alex Nibourette (sinh ngày 26 tháng 12 năm 1983) là một cầu thủ bóng đá người Seychelles. Anh thi đấu ở vị trí tiền đạo tại Đội tuyển bóng đá quốc gia Seychelles.
Nibourette giúp Seychelles vô địch giải bóng đá tại Đại hội Thể thao Ấn Độ Dương 2011 vào tháng 8 năm 2011.